# Harold Smith (zapaśnik)
Harold Smith – amerykański zapaśnik walczący w stylu wolnym. Zajął piąte miejsce na mistrzostwach świata w 1981. Drugi w Pucharze Świata w 1977 roku.